# بخش طغرالجرد
بخش طغرالجرد، یکی از بخش‌های شهرستان کوهبنان در استان کرمان ایران است. مرکز این بخش، شهر کیان‌شهر است.

## تقسیمات کشوری
- بخش طغرالجرد
  - دهستان طغرالجرد

شهر: کیان‌شهر

## جمعیت
بر پایه سرشماری عمومی نفوس و مسکن در سال ۱۳۹۵، جمعیت بخش طغرالجرد برابر با ۵٬۸۹۳ نفر بوده‌است.